# Vrilissia
Vrilissia (in greco Βριλήσσια?) è un comune della Grecia situato nella periferia dell'Attica (unità periferica di Atene Settentrionale) con 32 417 abitanti secondo i dati del censimento 2021.

## Amministrazione

### Gemellaggi
- Ottweiler